# صالح الماجري
صالح الماجري (ولد في 15 يونيو 1986) هو لاعب كرة السلة تونسي محترف سابق مثّل المنتخب الوطني التونسي لكرة السلة دولياً. يبلغ طوله 7 قدم 2 بوصة (2.18 م)، ولعب في مركز الوسط. بعد مسيرة ناجحة في أوروبا، أصبح الماجري أول (وحتى الآن، الوحيد) لاعب تونسي في إن بي أي عندما انضم إلى دالاس مافيريكس عام 2015 وهو في التاسعة والعشرين من عمره. استمر أربع مواسم في الـNBA قبل أن يعود إلى ريال مدريد في صيف 2019.

## المسيرة الاحترافية

### البدايات
بدأ الماجري لعب كرة السلة في سن العشرين مع النجم الرياضي الساحلي في الدوري التونسي لكرة السلة. في سبتمبر 2010، وقع عقداً لمدة عامين مع أنتويرب جاينتز في الدوري البلجيكي، وفي أغسطس 2012 انتقل إلى الدوري الإسباني لكرة السلة للعب مع أوبرادويرو لكرة السلة. في مايو 2013، حصل على جائزة جائزة أفضل لاعب شاب في الدوري الإسباني لكرة السلة.

### ريال مدريد
في 8 يوليو 2013، وقع الماجري مع نادي ريال مدريد الإسباني. أصبح أول لاعب شعب تونسي|تونسي]] في تاريخ ريال مدريد والدوري الأوروبي لكرة السلة. في موسم 2014–15، فاز ريال مدريد بلقب نهائيات الدوري الأوروبي لكرة السلة، بعد تغلبه على أولمبياكوس بنتيجة 78–59. أنهى ريال مدريد الموسم بالفوز أيضاً ببطولة الدوري الإسباني بعد التغلب على برشلونة 3–0 في سلسلة النهائي. وبهذا حقق ريال مدريد الثلاثية الأوروبية في كرة السلة لذلك الموسم.

### دالاس مافريكس
في 30 يوليو 2015، وقّع صالح مع فريق الرابطة الوطنية لكرة السلة دالاس مافريكس. وفي 25 أكتوبر 2015، أُعلن أن صالح سيكون ضمن قائمة مافريكس لافتتاح موسم 2015–16 ‏. بعد ثلاثة أيام، شارك لأول مرة مع الفريق، ليصبح أول لاعب تونسي يظهر في مباراة ضمن دوري الـNBA.
شارك في خمس من أول ثماني مباريات للفريق مع بداية الموسم، لكنه لم يلعب مجددًا حتى 13 يناير 2016. في تلك المباراة ضد أوكلاهوما سيتي ثاندر، لعب 25 دقيقة من على مقاعد البدلاء، وسجّل 17 نقطة و9 متابعات في خسارة فريقه 108–89. وفي 24 يناير، ومع غياب اللاعب الأساسي زازا باتشوليا للإصابة، لعب صالح مباراته الثامنة فقط مع الفريق وشارك أساسيًا بدلاً منه. خلال 29 دقيقة سجّل 10 نقاط، و11 متابعة و3 صدات في خسارة 115–104 أمام هيوستن روكتس.
وفي 20 مارس، قدّم أحد أبرز مبارياته حين سجّل 13 نقطة، و14 متابعة، و6 صدات خلال 32 دقيقة من على مقاعد البدلاء في فوز 132–120 بعد وقت إضافي على بورتلاند تريل بليزرز. وخلال موسمه الأول، أُرسل عدة مرات للعب مع تكساس ليجندز ‏، الفريق الرديف لمافريكس في دوري الـD-League.
في 30 يونيو 2016، خضع صالح لجراحة بالمنظار في الركبة اليمنى. وفي 1 فبراير 2017، سجّل 16 نقطة و17 متابعة (أفضل رقم في مسيرته) في فوز 113–95 على فيلادلفيا سفنتي سيكسرز. في 3 أغسطس 2018، جدّد مافريكس عقده لمدة عام واحد. لكن في 7 فبراير 2019، استغنى عنه الفريق لإفساح مكان في القائمة للاعب زاك راندولف الذي انضم في صفقة تبادل.
بعد ثلاثة أيام فقط، في 10 فبراير، أعاده الفريق من جديد بعد أن تم الاستغناء عن راندولف.

### العودة إلى ريال مدريد
في 10 أكتوبر 2019، عاد صالح إلى الدوري الإسباني عبر نادي ريال مدريد حتى نهاية الموسم.
لكنه لم يشارك في البطولة النهائية للدوري الإسباني وتم استبداله باللاعب خوان نونيز.

### الصين
في سبتمبر 2020، وقّع صالح الماجري عقدًا لمدة عام واحد مع بكين رويال فايترز.

### الكويت
في 16 سبتمبر 2021، وقّع الماجري في الكويت مع الجهراء المشارك في دوري الدرجة الأولى الكويتي لكرة السلة.

### نادي بيروت
في 14 أبريل 2022، وقّع الماجري في لبنان مع نادي بيروت المشارك في الدوري اللبناني لكرة السلة.

### نادي كاظمة
في مارس 2023، خاض الماجري أول مباراة له مع كاظمة الكويتي في دوري غرب آسيا لكرة السلة (WASL)، مسجلًا 19 نقطة و17 متابعة في الفوز على شباب الأهلي. وفي 9 فبراير 2024، أعلن الماجري اعتزاله لعب كرة السلة بشكلٍ نهائي.

## إحصائيات المسيرة

### الدوري الأميركي للمحترفين

#### الموسم الاعتيادي
| السنة   | الفريق  | لعب | بدأ | دقيقة | ميداني% | ثلاثية | حرة  | ارتداد | صنع | استلاب | تصدي | نقطة |
| ------- | ------- | --- | --- | ----- | ------- | ------ | ---- | ------ | --- | ------ | ---- | ---- |
| 2015–16 | دالاس   | 34  | 6   | 11.7  | .628    | .000   | .587 | 3.6    | .3  | .2     | 1.1  | 3.7  |
| 2016–17 | دالاس   | 73  | 11  | 12.4  | .642    | .333   | .590 | 4.2    | .2  | .4     | .8   | 2.9  |
| 2017–18 | دالاس   | 61  | 1   | 12.0  | .642    | .000   | .576 | 4.0    | .6  | .4     | 1.1  | 3.5  |
| 2018–19 | دالاس   | 36  | 4   | 11.1  | .491    | .324   | .625 | 3.6    | 1.0 | .3     | .7   | 3.9  |
| المسيرة | المسيرة | 204 | 22  | 11.9  | .603    | .293   | .590 | 4.0    | .5  | .4     | .9   | 3.4  |

#### الأدوار الإقصائية
| السنة   | الفريق  | لعب | بدأ | دقيقة | ميداني% | ثلاثية | حرة  | ارتداد | صنع | استلاب | تصدي | نقطة |
| ------- | ------- | --- | --- | ----- | ------- | ------ | ---- | ------ | --- | ------ | ---- | ---- |
| 2016    | دالاس   | 4   | 1   | 19.0  | .700    | .000   | .417 | 3.3    | .3  | .8     | 1.3  | 4.8  |
| المسيرة | المسيرة | 4   | 1   | 19.0  | .700    | .000   | .417 | 3.3    | .3  | .8     | 1.3  | 4.8  |

## المنتخب
يُعَدّ صالح أحد أعمدة المنتخب التونسي لكرة السلة الأول. لعب في مركز الارتكاز خلال بطولة أفريقيا لكرة السلة 2009، وساهم في حصد الميدالية البرونزية التاريخية، التي منحت تونس بطاقة المشاركة الأولى في كأس العالم لكرة السلة 2010.
في عام 2011، حصل صالح على جائزة أفضل لاعب في البطولة (MVP) بعدما قاد تونس للتتويج بلقب بطولة أفريقيا لكرة السلة 2011، وهو الإنجاز الذي أهّل المنتخب للمشاركة في أولمبياد لندن 2012. أنهى المنتخب البطولة بخمس هزائم متتالية (0–5)، غير أن صالح تصدّر قائمة اللاعبين في عدد التصديات (البلوكات) برصيد 17 تصدياً، رغم مشاركته في خمس مباريات فقط، في حين خاضت بعض الفرق ما يصل إلى ثماني مباريات.

## الجوائز والإنجازات

### مع المنتخب
- بطولة أمم أفريقيا لكرة السلة 2009 : برونزية
- بطولة أمم أفريقيا لكرة السلة 2011 : ذهبية
- ألعاب البحر الأبيض المتوسط 2013 : برونزية
- بطولة أمم أفريقيا لكرة السلة 2021 : ذهبية

### مع الأندية
- لقب بطولة تونس: 2007 ، 2009
- بطولة أمم أفريقيا لكرة السلة للأندية: 2008
- Coupe de Galice سنة 2012
- لقب كأس ملك إسبانيا 2015
- الدوري اللبناني 2022

### فردية
- أفضل لاعب في بطولة أمم أفريقيا لكرة السلة 2011
- جائزة النجم الصاعد Liga ACB موسم 2012–13

## روابط خارجية
- صالح الماجري على موقع الاتحاد الدولي لكرة السلة (الإنجليزية)
- صالح الماجري على موقع الدوري الأوروبي لكرة السلة (الإنجليزية)
- صالح الماجري على موقع إن بي أي (الإنجليزية)
- صالح الماجري على موقع سبورتس رفرنس (الإنجليزية)
- صالح الماجري على موقع الدوري الإسباني لكرة السلة (الإسبانية)
- صالح الماجري على موقع كرة السلة الأوروبية.كوم (الإنجليزية)
- صالح الماجري على موقع DraftExpress.com (الإنجليزية)
- صالح الماجري على موقع إي إس بي إن.كوم (الإنجليزية)
- صالح الماجري على موقع ريلجم (الإنجليزية)
- صالح الماجري على موقع بروبوليرز (الإنجليزية)